# 鄭君殿
鄭君殿（英語：Jeng Jundian；1963年—），台灣當代藝術家。

## 生平
1963年出生、成長於金門。1987年畢業於國立台北藝術大學。1996-1998年曾旅居巴黎，1998年返台後發展出具個人特色的繪畫風格，並在台灣及紐約舉辦個展。現於台北工作與生活。

## 外部鏈接
- https://www.jengjundian.com/ （页面存档备份，存于）